# Picea orientalis

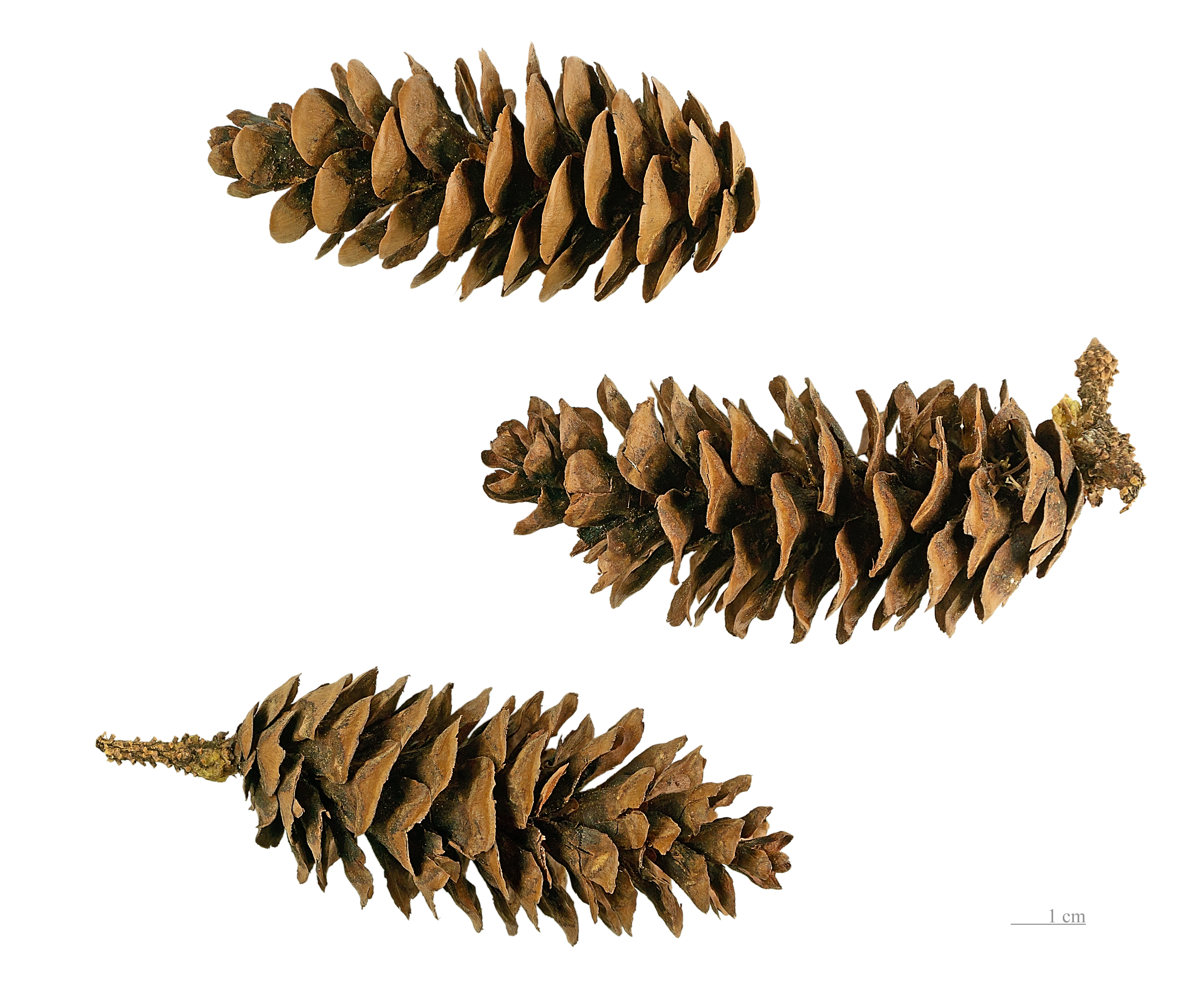
Picea orientalis

Picea orientalis, la pícea de Asia Menor, oriental o del Cáucaso es una pícea nativa del Cáucaso y del noreste de Turquía. 

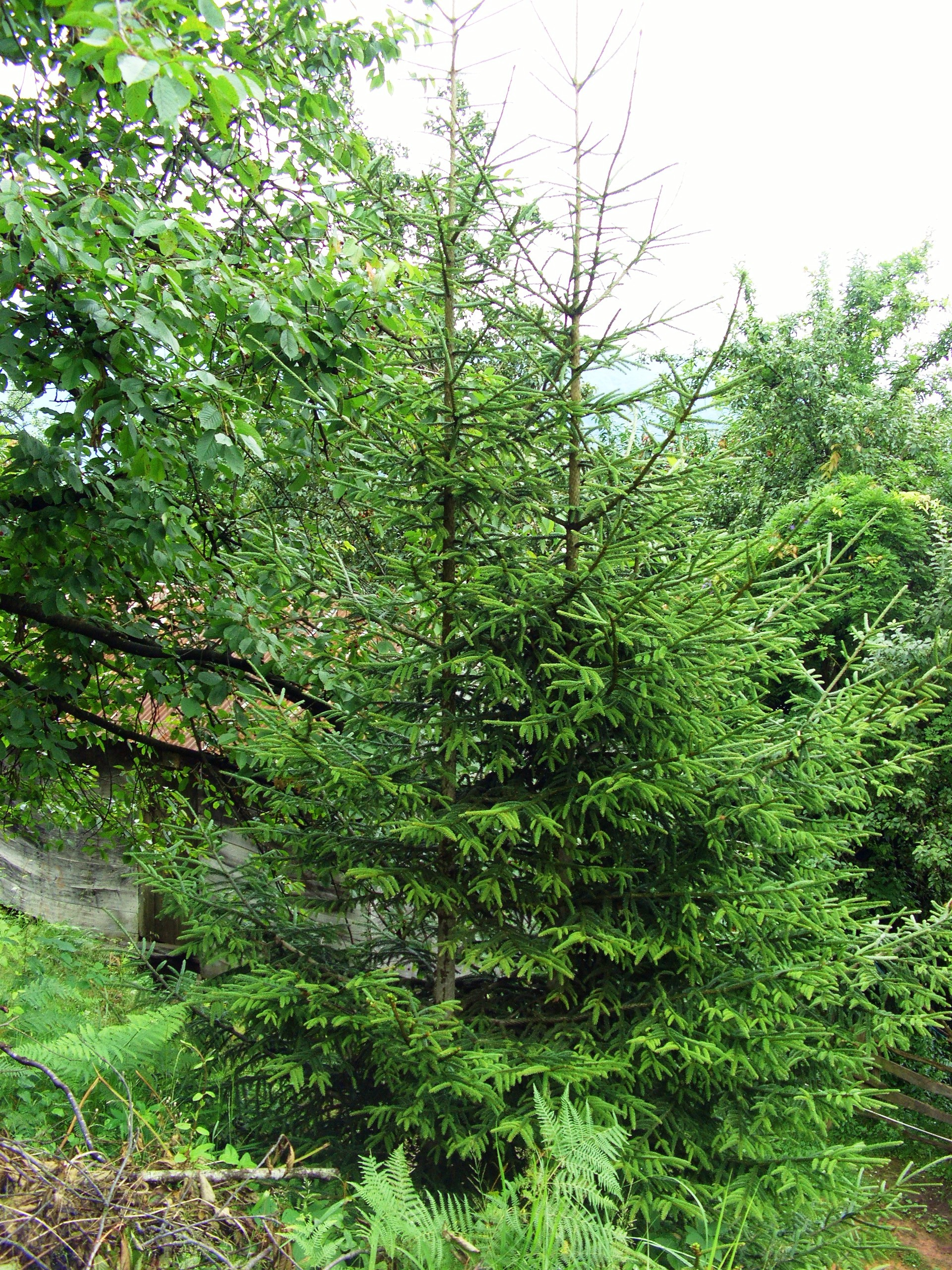
Vista de la planta

## Descripción
Es un gran árbol perennifolio que alcanza de 30 a 45 m de altura (excepcionalmente llega a 57 m), y con un diámetro de tronco de 1.5 m (excepcionalmente hasta 4 m). Los brotes son marrones brillantes, y moderadamente pubescentes (melenudo). Las hojas son aciculares, las más cortas de cualquier picea, de 6 a 8 milímetros de largo, romboidales en  sección, verde oscuras con una discreta línea de estomas. Los conos son delgados cilindro cónicos, de 5 a 9 cm de largo y 1.5 cm de ancho, de color rojo a púrpura cuando jóvenes, madurando con un color marrón oscuro a los 5 a 7 meses después de la polinización, y tiene escalas suavemente redondeadas

## Usos
La pícea oriental es un árbol ornamental muy popular en los grandes jardines, muy valorado en el norte de Europa y en los EE. UU. por su atrayente follaje y su facilidad de desarrollo en suelos muy variados. También se viene utilizando en silvicultura en pequeña escala, para árbol de Navidad, madera y producción de papel, aunque su crecimiento es más lento comparado a la picea común o de Noruega, lo que reduce su importancia fuera de su área nativa.

## Taxonomía
Picea orientalis fue descrita por (L.) Peterm. y publicado en Das Pflanzenreich 235. 1838[1845].
Etimología
Picea; nombre genérico que es tomado directamente del Latín pix = "brea", nombre clásico dado a un pino que producía esta sustancia
orientalis: epíteto latíno que significa "de oriente".
Sinonimia
- Abies orientalis (L.) Poir.
- Abies wittmanniana Voss
- Picea withmanniana Carrière
- Picea wittmanniana Fisch. ex Gordon
- Pinus orientalis L.[7]